# Ivan Klasnić
Ivan Klasnić (hr[ˈiʋan ˈklasnitɕ]; n. 29 ianuarie 1980, Hamburg, RFG) este un fost fotbalist profesionist croat care a jucat pe postul de atacant. 
Și-a început cariera la St. Pauli, cu care a promovat în Bundesliga și s-a transferat la Werder Bremen în 2001. El a marcat 49 de goluri în ligă în 151 de meciuri pentru Werder Bremen, câștigând campionatul și cupa în 2004. După un sezon în Franța cu Nantes, a fost împrumutat de echipa Bolton Wanderers din Premier League. După retrogradarea lor din 2012, a jucat un sezon în Germania, la Mainz. 
Klasnić a jucat și pentru echipa națională de fotbal a Croației. În 2007, Klasnić a suferit un transplant de rinichi și a devenit primul jucător care a participat la un turneu important ( Euro 2008) după un transplant. De asemenea, el a reprezentat Croația la Euro 2004 și la Campionatul Mondial din 2006. 

### Nantes
La 8 iulie 2008, Klasnić a ajuns la FC Nantes, echipă la care a fost împrumutat, apoi a semnat un contract pe patru ani. După un sezon foarte dificil, cu doar șase goluri în 28 de partide, Nantes a retrogradat în Ligue 2. În sezonul următor, el a marcat patru goluri în doar cinci partide. 

### Bolton Wanderers
Pe 4 august 2010, Klasnić a semnat un contract cu Bolton pe o perioadă de doi ani. A marcat primul gol al sezonului în Cupa Ligii, pe 24 august, în victoria scor 1-0 cu Southampton. Primul  gol marcat în Premier League în acel sezon a fost cel din victoria cu 2-1 obținută acasă împotriva lui Stoke City, meci în care a fost eliminat. Klasnić a marcat golul victoriei pe finalul meciului cu Aston Villa la 5 martie 2011. În mai 2011, Klasnić a marcat un gol cu Sunderland.  Pe durata întregului sezon Klasnić nu a fost titular în nicio partidă din Premier League, dar a reușit totuși să marcheze șapte goluri în toate competițiile.
Klasnić a început sezonul 2011–2012 ca titular și a marcat un gol, iar Bolton a învins-o pe Queens Park Rangers 4–0 în prima etapă. A marcat din nou și în etapa următoare, în înfrângerea scor 3-2 cu Manchester City, și în înfrângerea scor 3-1 în deplasare cu Liverpool. După retrogradarea lui Bolton din Premier League, pe 16 mai, Klasnić a confirmat pe site-ul său oficial că a părăsit clubul. 

### Mainz 05
În septembrie 2012, Klasnić a semnat un acord pe un an cu echipa Mainz 05, din postura de jucător liber de contract.

## Transplantul de rinichi
În ianuarie 2007, s-a anunțat faptul că Klasnić a suferit insuficiență renală. Pe 25 ianuarie 2007, el a primit un transplant de rinichi de la mama sa Šima, însă corpul său a respins organul.
În august 2007, medicii lui Werder Bremen i-au interzis să se antreneze din cauza incapacității corpului său de a rezista la efort fizic susținut.
În septembrie 2016, rinichiul de la al doilea transplant a cedat. El a primit un al treilea transplant în octombrie 2017.